# كايل هوارد
كايل هوارد (بالإنجليزية: Kyle Howard)‏ (و. 1978 – م) هو ممثل، وممثل تلفزيوني، من الولايات المتحدة الأمريكية، ولد في لوفلاند.

## وصلات خارجية
- كايل هوارد على موقع IMDb (الإنجليزية)
- كايل هوارد على موقع أول موفي (الإنجليزية)
- كايل هوارد على موقع إن إن دي بي (الإنجليزية)
- كايل هوارد على موقع قاعدة بيانات الفيلم (الإنجليزية)